# Darchula (dystrykt)

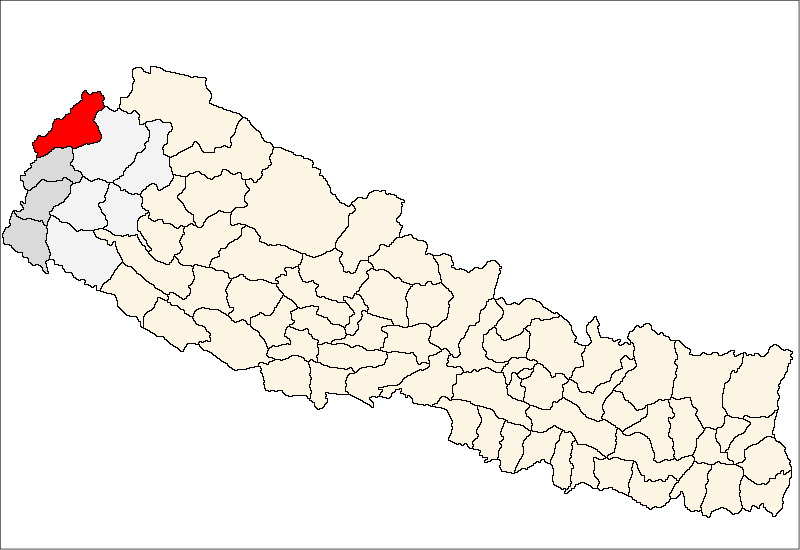
Dystrykt Darchula

Dystrykt Darchula (nep. दार्चुला) – jeden z siedemdziesięciu pięciu dystryktów Nepalu. Leży w strefie Mahakali. Dystrykt ten zajmuje powierzchnię 2322 km², w 2001 r. zamieszkiwało go 121 996 ludzi. Stolicą jest Darchula.